# Chiesa di Sant'Antonio Abate (Berbenno)
La chiesa di Sant'Antonio Abate è la parrocchiale di Berbenno, in provincia e diocesi di Bergamo; fa parte del vicariato di Rota d'Imagna.

## Storia
La prima citazione di una chiesa a Berbenno indicata come “ecclesia” risale al 1260, quindi un luogo dove “si curavano le anime”. Si considera, quindi, che l'edificio originario, dipendente dalla pieve di Almenno, risalga alla prima metà del Duecento essendo accertata la sua esistenza nel 1247, con la presenza di un documento che cita il “pre(te) vethinus Peterbono della chiesa di Sant'Antonio” come incaricato, da parte dei vicini di Valle Imagna, di eleggere il podestà.. L'edificio nel Quattrocento risulta essere insufficiente ad accogliere tutti i fedeli, venne fatto oggetto di ampliamento con la consacrazione da parte del vescovo Giovanni Barozzi il 19 agosto 1462, data che potrebbe presentare ancora alcune criticità per la mancanza di ulteriore documentazione. Da un documento del 1464 si sa che questa chiesa era matrice di quella di Selino. L'edificio già dal Duecento era dotato di una zona cimiteriale e di una “domus ecclesie” sul lato destro della chiesa residenza del rettore la parrocchia, e in prossimità anche il fabbricato della congregazione dei disciplini bianchi.
Dalla relazione della visita pastorale dell'arcivescovo di Milano san Carlo Borromeo del 1575 si apprende che la chiesa disponeva di sei altari e che il curato apparteneva all'Ordine dei frati minori. Nel XVII secolo la chiesa è menzionata tra quelle comprese nella vicaria d'Almenno. 
La prima pietra della nuova parrocchiale, che venne progettata da Sante Damiani di Zogno, fu posta il 28 settembre 1767; il nuovo edificio venne inaugurato il 10 ottobre 1782. Tra il 1792 ed il 1793 furono eseguiti gli affreschi della cupola e la consacrazione della chiesa venne impartita del vescovo Pier Luigi Speranza il 15 luglio 1862. Dieci anni dopo furono consacrate pure le cinque nuove campane.
Nel 1906 la chiesa passò alla vicaria di Brembilla, salvo poi ritornare in quella di Almenno nel 1937. Nel 1915 la parrocchiale subì un ampliamento e, nel 1928, il vescovo Luigi Maria Marelli consacrò il nuovo concerto di otto campane.
Nel 1949 si dovette demolire la parte dell'edificio ampliata nel 1915 e la chiesa fu riportata alle sue dimensioni originarie. Nel 1971 la parrocchiale venne aggregata alla zona pastorale VII, per poi entrare a far parte del neo-costituito vicariato di Rota d'Imagna nel 1979. Infine, nel 2014 la chiesa fu completamente ristrutturata.

## Descrizione

### Esterno
L'edificio, con il fronte principale rivolto a sud, è preceduto dal sagrato adibito a parcheggio di forma trapezoidale rialzato da nove gradini. La facciata tripartita da quattro lesene complete di alta zoccolatura in pietra si sviluppa su tre registri divisi da un cornicione. Il registro inferiore con le lesene complete di capitelli d'ordine dorico ospita il portale centrale in pietra completo di timpano spezzato e due nicchie laterali con le statue di santi. Le lesene proseguono nel registro superiore con i capitelli d'ordine corinzio. Il portale è completo di due colonne corinzie che reggono il timpano spezzato dove due angeli reggono il simbolo vescovile. 
Un ulteriore cornicione separa dal terzo registro che si presenta rientrante con settori più bassi che si uniscono alla sezione centrale con muretti rampanti. Anche la sezione centrale ospita due nicchie con le statue di santi e una grande finestra con cornice in pietra modanata atta a illuminare l'aula. La facciata termina lateralmente con una cornice in pietra e due specchiature leggermente arretrate. La torre campanaria è sulla parte sinistra della chiesa e si presenta con la medesima architettura dell'edificio di culto, con lesene corinzie, e sezioni dove è ospitato l'orologio.

### Interno
L'interno si presenta a navata unica, con transetto completo di cupola poggiante su quattro pilastri.